# پل اسلووینسکی
پل اسلووینسکی (انگلیسی: Paul Slowinski؛ زادهٔ ۲۴ سپتامبر ۱۹۸۰) ورزشکار هنرهای رزمی ترکیبی اهل لهستان است.